# Ingo Glass

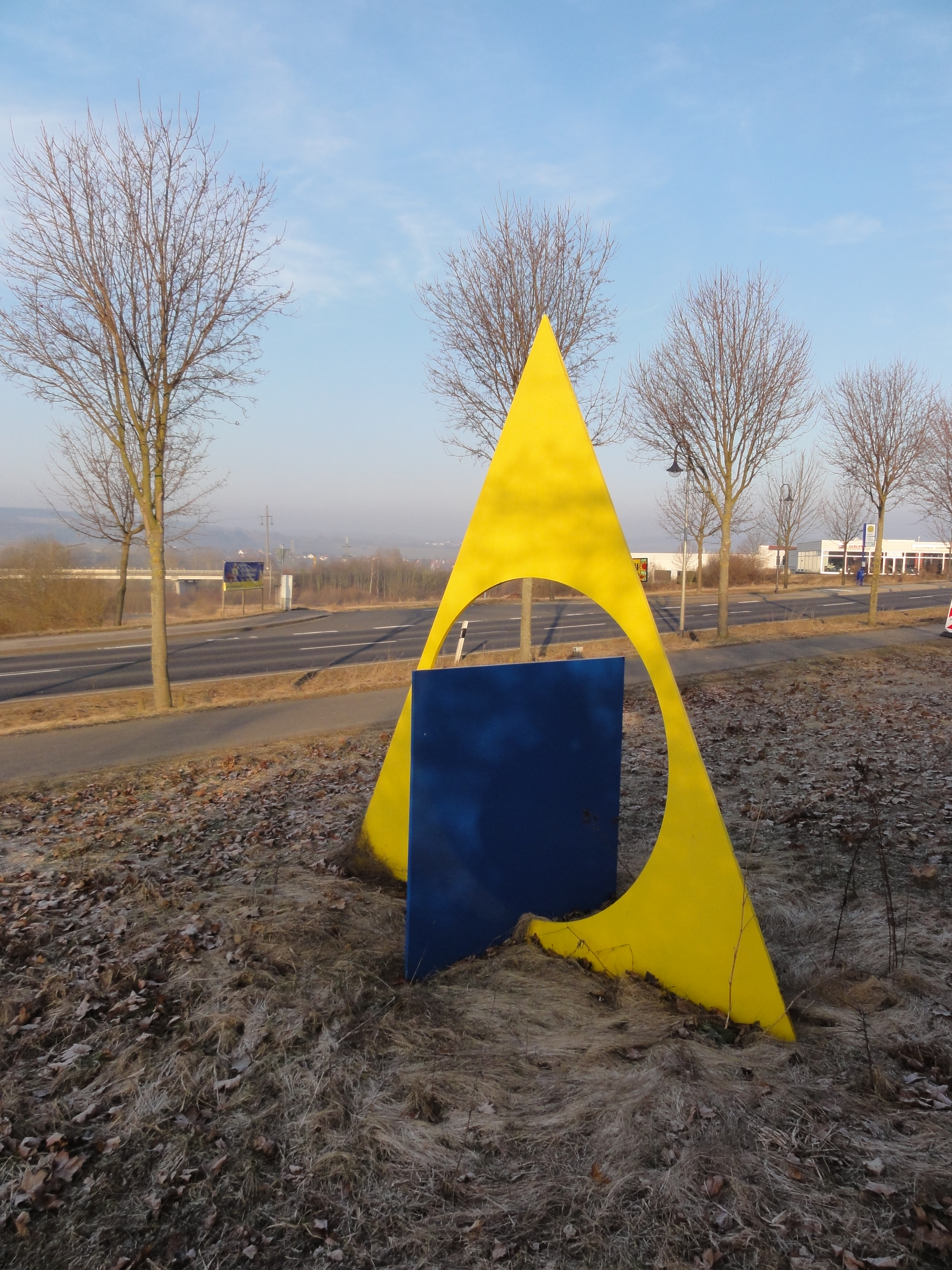
Skulptur Hommage à Vasarely (2006/2007) von Ingo Glass in Hünfeld

Ingo Gerhardt Glass (* 9. April 1941 in Timișoara, Königreich Rumänien; † 27. Oktober 2022 in Budapest) war ein deutscher Bildhauer.

## Leben
Ingo Glass absolvierte zwischen 1961 und 1967 sein Studium an der Akademie der Bildenden Künste, Cluj-Napoca (deutsch Klausenburg), als Meisterschüler bei Artur Vetro. 1967 schloss er die Kunstakademie mit Staatsexamen für Kunstgeschichte und Diplom für Kunst, Fachrichtung Skulptur, ab. Von 1967 bis 1971 war er Konservator des Museums für Moderne und Zeitgenössische Rumänische Kunst in Galați. Von 1972 bis 1973 arbeitete er als Assistent in der Klasse für Formstudium an der Universität für Architektur und Stadtplanung Ion Mincu in Bukarest. Hier hielt er von 1976 bis 1978 die Position des Kulturreferenten des Deutschen Kulturhauses Friedrich Schiller. 1978 betätigte sich Glass als Initiator und Organisator der ersten Landesausstellung deutscher Künstler aus Rumänien. 1979 siedelte er in die Bundesrepublik Deutschland über. Im gleichen Jahr wandte er seine Aufmerksamkeit dem Organisationskomitee der ersten Ausstellung Münchner Künstler in der Galerie im Rathaus, München zu. Hier war er auch Jurymitglied. Seit 1980 betätigte er sich als Kustos des Üblacker-Häusls (Herbergenmuseum). Von 1983 bis zu seiner Pensionierung war er Ausstellungsgestalter der Ausstellungen des Kulturreferats der Landeshauptstadt München und der Künstlerwerkstatt Lothringer Straße in München. Im Berufsverband Bildender Künstler München und Oberbayern war er von 1983 bis 1993 als Mitglied im Vorstand und in der Ausstellungskommission engagiert. Seit 1983 war Glass Mitglied im Vorstand der Esslinger Künstlergilde e.V., Landesverband Bayern und zwischen 1989 und 1990 1. Vorsitzender der Sektion Bayern des Bundesverbandes Bildender Künstlerinnen und Künstler.
1993 promovierte er über Constantin Brancusi und sein Einfluss auf die Skulptur des 20. Jahrhunderts an der Universität Bukarest.
Glass lebte und arbeitete zuletzt in Budapest.

## Werk

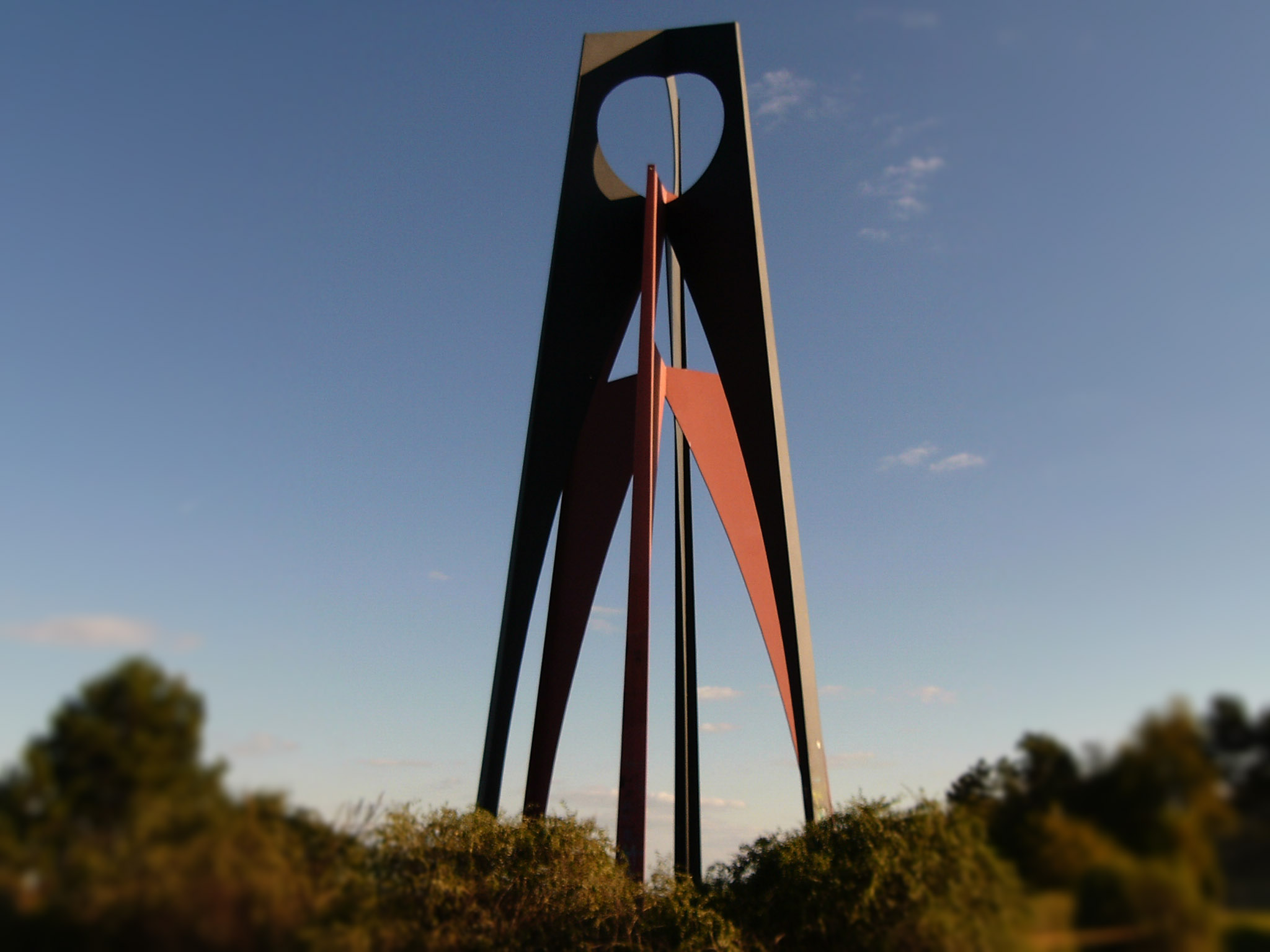
Alpha + Omega (1987), Dunaújváros. 13 m hoch

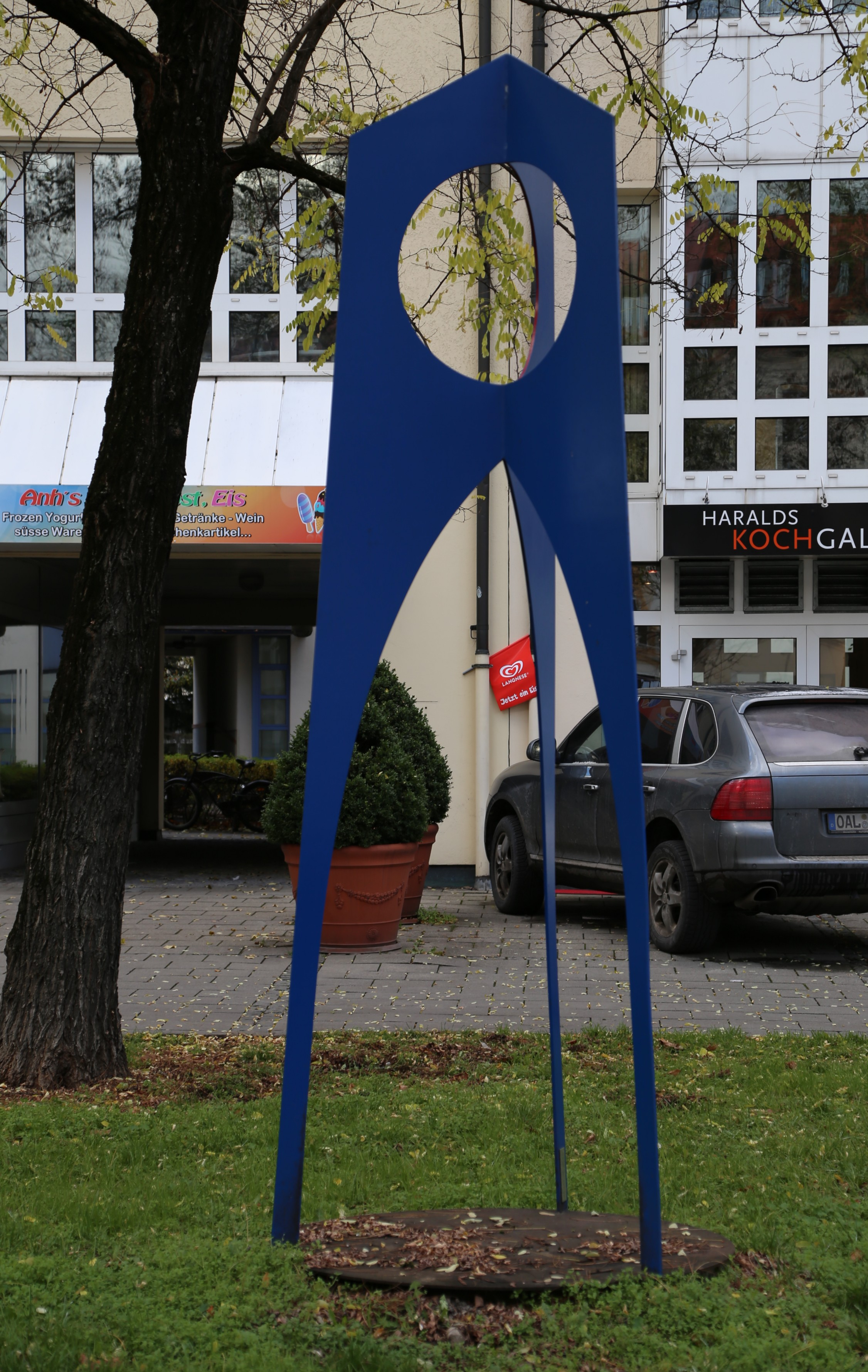
Turm (1985), München

In seinem Donauprojekt, das er 1976 in Galatz/Rumänien – seiner ersten Wirkungsstätte – begann, setzen bis zu 13 m hohe Stahlskulpturen entlang der Donau über Dunaújváros/Ungarn (1987), Regensburg und Ingolstadt bis hin nach Gundelfingen (1984) und Neu-Ulm (1998) ein Zeichen der Völkerverbindung zwischen den Donauanrainern.
1992 war Glass Mitautor der sechsbändigen Dokumentation über etwa 2500 bildende Künstler in München und Oberbayern.
Nach der Wende konnte Glass einige Denkmal-Projekte in Rumänien verwirklichen:
- „Öffnung“ – ein Denkmal für die Märtyrer der Revolution von 1989 in Temeswar/Timișoara (1992),
- „DADA“ – ein Denkmal zum 100. Geburtstag von Tristan Tzara in Moinești (1996) sowie
- ein Mahnmal zum Gedenken der Kriegsopfer 1941–1945 in Lugoj/Lugosch (1999).

Unter dem Motto Dem Geist Raum lassen – dem Raum Geist geben gibt es einen Skulpturenweg mit zwölf monumentalen Stahlplastiken des Künstlers in der Gemeinde Vaterstetten. Er wurde am 11. Juli 1998 der Öffentlichkeit präsentiert.

## Auszeichnungen (Auswahl)
- 1981 Förderstipendium der Landeshauptstadt München
- 1984 Seerosenpreis der Landeshauptstadt München
- 1985 Lovis-Corinth-Förderpreis des Bundesinnenministeriums
- 1986 Preis für Bildhauerei der Fondation Brancusi in Montreal
- 1992 Preis der Internationalen Biennale für Bildhauerzeichnungen, Budapest
- 1995 Donauschwäbischer Kunstpreis des Landes Baden-Württemberg
- 2004 Kultureller Verdienstorden für Bildende Kunst im Rang eines Offiziers, Rumänien
- 2010 Seerosenring, Wanderpreis des Seerosenkreises München
- 2011 Ritterkreuz des Verdienstordens der Republik Ungarn[5], im Rahmen seiner Ausstellung im Generalkonsulat von Rumänien in München
- 2012 Ehrenbürger der Stadt Temeswar[6]
- 2013 Bundesverdienstkreuz am Bande

## Ausstellungen (Auswahl)
Bei den mit „E“ („AB“) gekennzeichneten Ausstellungen handelt es sich um eine Einzelausstellung (Ausstellungsbeteiligung). Zu den mit „K“ gekennzeichneten Ausstellungen erschien ein Katalog.
- 1964 Casa Universitarilor, Cluj-Napoca
- 1968 Muzeul de Artă Modernă și Contemporană, GalațiE
- 1974 Simeza-Galerie des Rumänischen Künstlerverbandes, BukarestE
- 1980 Galerie Glaub, KölnE
- 1982 Münchner Stadtmuseum im Üblacker-HäuslE
- 1982 Initiator und Organisator der ersten Ausstellung „Haidhauser Künstler“ in der Künstlerwerkstatt Lothringer Straße in München
- 1983 Initiator und Organisator der ersten Ausstellung „Banater Künstler in der Bundesrepublik Deutschland“, in Landshut und Pforzheim
- 1985 Museum Ostdeutsche Galerie, RegensburgE
- 1991 Edwin Scharff Museum, Neu-UlmE
- 1996 Viktor Vasarely Museum, Budapest;E Nationalmuseum, BukarestE
- 2007 Grundformen und Grundfarben im Raum, Galerie Emilia Suciu in EttlingenE
- 2009 Abigail Galerie, Budapest, 16. Dezember 2008 – 16. JanuarE
- 2009 Goethe-Institut, München, 21. Januar – 13. MärzAB
- 2009 Galerie Abigail, Budapest, 25. Januar – 21. FebruarAB
- 2009 Rathaus, Vaterstetten, 24. März – 16. AprilAB
- 2009 Grünhaus der Stadtwerke Ettlingen, 29. März – 10. MaiAB
- 2009 Städtische Galerie im Schloss, Ettlingen, 29. März – 10. MaiAB
- 2009 Galerie der KünstlerGilde e.V., Esslingen am Neckar, 7. Mai – 13. JuniAB
- 2009 Kreismedienzentrum Göppingen, 20. Juni – 1. AugustAB
- 2009 MTA-MADI-Museum, Győr, Ungarn, 11. September – 14. NovemberE
- 2009 (AB) Rathaus, Kunstkreis Gräfelfing 29. Oktober – 18. Dezember
- 2009 (AB) Kunstvilla Bad Godesberg, 7. November – 13. Dezember
- 2011 Wanderausstellung Offene Räume im Münchner Künstlerhaus, 15. April – 25. MaiE,K[7] / A22 Galéria, Budapest, 29. April – 15. JuniK / Kunstmuseum Timișoara, 7. Juli – 7. August
- 2012 Wanderausstellung Verbindende Kraft der Grundformen und Grundfarben mit dem RaumE,K im Kunsthaus Rehau, 4. Mai – 10. Juni / Glaspavillon „Hans-Schmitz-Haus“, Rheinbach, 6. Juli – 5. August[8] / Zichy-Szterényi-Kastell und Schlossgarten des Grafen Velekey-Modroczky, Sárszentmihály (Ungarn) / Galleria il Tesoro (zusammen mit Robert S. Gessner / Gemälde und Eugen Gomringer / konkrete Poesie), Altendorf, 9. September – 21. Oktober 2012[9]
- 2013 Die magische Kraft des Dreiecks. Anlässlich des 15-jährigen Bestehens des Skulpturenpfads Vaterstetten. Rathaus Vaterstetten, Lichthof, 14. Juni, 19 Uhr, bis 4. JuliE,K,[10]
- 2016 Wanderausstellung anlässlich seines 75. Geburtstags mit Stationen im Üblacker-Häusl, München (April/Mai),E,K in der By Art Galerie, Budapest/Ungarn (Juni/Juli),E im Kunstmuseum des Landkreises Kreisch in Oradea, Rumänien, (September/Oktober)E,K und im Kulturhaus in der Wesselényi, Budapest (Dezember 2016 bis Januar 2017)E
- 2018 Ingo Glass: Drei Formen, drei Farben – Basis Konkreter Kunst. Stiftung für Konkrete Kunst, Freiburg-Zähringen, 18. März bis 29. April 2018
- 2018/19 Ingo Glass: Formă – Culoare – Lumină – Spaţiu (rumän. für Ingo Glass: Form – Farbe – Licht – Raum). Rumänisches Kulturinstitut, Budapest, Ausstellungshallen in der Izsó-Straße, 12. Dezember 2018 bis 11. Januar 2019[11]
- 2019 Jakob Bleyer Heimatmuseum, Budaörs
- 2019 Complexul Muzeal Bistrița-Năsăud, Bistrița, 4. Juli bis 4. August 2019;[12] Nationalmuseum der Kunst Moldawien, Chișinău, 8. August bis 15. September 2019

Innerhalb Europas zeigte Glass seine Werke auch in Frankreich, Großbritannien, Italien, Österreich, Polen, und Spanien. Im außereuropäischen Raum beteiligte sich Glass an Ausstellungen in Ägypten, Australien (Museum of Modern Art, Canberra), Japan, Kanada, Mexiko und USA (Washington D.C.).

## Arbeiten im öffentlichen Raum (Auswahl)
- 1969 Sculptură. Standort: Galați, Dunărea-de-Jos-Universität
- 1971 Obiect spațial. Standort: Hotel in Târgoviște
- 1974 Relief mural. Standort: Tel Aviv
- 1975 Construcție gotică. Standort: Arcus Covasna (Stadt)
- 1976 Septenarius. Standort: Galati[13]
- 1980 Structură monumentală – Gotische Quadratur, Stahl, 13 m hoch. Standort: Oberhausen, Essener Straße
- 1982 Uvertură gotică. Standort: München, Alter Botanischer Garten
- 1985 Turm. Standort: München, Thomas-Wimmer-Ring[14]
- 1986 Tor zur Rhön. Standort: Hünfeld
- 1991 Deschidere, Denkmal für die Opfer der Revolution von 1989, Stahl, 10 m hoch. Geschenk des Künstlers an die Stadt Timișoara. Standort: Timișoara[15]
- 1993 Pozitiv-negativ. Standort: Mertingen, Südstahl
- 1996 DADA. Standort: Moinești[16]
- 2003 Hommage a Vasarely. Geschenk des Künstlers an die Stadt Timișoara. Standort: Timișoara, Skulpturenpark[17]
- 2009 Tor nach Serbien, Stahl, 9 × 5 × 5 m. Geschenk des Künstlers an die Stadt Timișoara. Standort: Michelangelo-Brücke, Timișoara[18]

## Schriften
- Ingo Gerhard Glass: Constantin Brâncuşi şi influenţa sa asupra sculpturii secolului al XX-lea – Constantin Brancusi und sein Einfluss auf die Skulptur des 20. Jahrhunderts. Vorwort von Barbu Brezianu. Editura Vinea, Bukarest 1998, ISBN 973-9294-19-7 (rumänisch, deutsch, Die Publikation ist durchgehend zweisprachig. Im Buch ist sie nicht als Dissertation ausgewiesen.).